# 늪사향땃쥐
늪사향땃쥐(Crocidura mariquensis)는 땃쥐과에 속하는 포유류의 일종이다. 앙골라와 보츠와나, 콩고민주공화국, 모잠비크, 나미비아, 남아프리카공화국, 에스와티니 그리고 잠비아에서 발견된다. 자연 서식지는 늪 지역이다.